# Oncholaimus martini
Oncholaimus martini är en rundmaskart som beskrevs av Christian Wieser 1959. Oncholaimus martini ingår i släktet Oncholaimus och familjen Oncholaimidae. Inga underarter finns listade i Catalogue of Life.